# Bienvenue au club (court métrage)
 (janvier 2025).
La mise en forme du texte ne suit pas les recommandations de Wikipédia : il faut le « wikifier ».
Les points d'amélioration suivants sont les cas les plus fréquents :
- Les titres sont pré-formatés par le logiciel. Ils ne sont ni en capitales, ni en gras.
- Le texte ne doit pas être écrit en capitales (les noms de famille non plus), ni en gras, ni en italique, ni en « petit »…
- Le gras n'est utilisé que pour surligner le titre de l'article dans l'introduction, une seule fois.
- L'italique est rarement utilisé : mots en langue étrangère, titres d'œuvres, noms de bateaux, etc.
- Les citations ne sont pas en italique mais en corps de texte normal. Elles sont entourées par des guillemets français : « et ».
- Les listes à puces sont à éviter, des paragraphes rédigés étant largement préférés. Les tableaux sont à réserver à la présentation de données structurées (résultats, etc.).
- Les appels de note de bas de page (petits chiffres en exposant, introduits par l'outil «  Source ») sont à placer entre la fin de phrase et le point final[comme ça].
- Les liens internes (vers d'autres articles de Wikipédia) sont à choisir avec parcimonie. Créez des liens vers des articles approfondissant le sujet. Les termes génériques sans rapport avec le sujet sont à éviter, ainsi que les répétitions de liens vers un même terme.
- Les liens externes sont à placer uniquement dans une section « Liens externes », à la fin de l'article. Ces liens sont à choisir avec parcimonie suivant les règles définies. Si un lien sert de source à l'article, son insertion dans le texte est à faire par les notes de bas de page.
- La présentation des références doit suivre les conventions bibliographiques. Il est recommandé d'utiliser les modèles {{Ouvrage}}, {{Chapitre}}, {{Article}}, {{Lien web}} et/ou {{Bibliographie}}. Le mode d'édition visuel peut mettre en forme automatiquement les références.
- Insérer une infobox (cadre d'informations à droite) n'est pas obligatoire pour parachever la mise en page.

Pour une aide détaillée, merci de consulter Aide:Wikification.
Si vous pensez que ces points ont été résolus, vous pouvez retirer ce bandeau et améliorer la mise en forme d'un autre article.
Pour les articles homonymes, voir Bienvenue au club.
Pour plus de détails, voir Fiche technique et Distribution.
Bienvenue au club (Welcome to the Club) est un court métrage d'animation américain mettant basé sur la série télévisée d'animation Les Simpson.

## Synopsis
Bien décidée à être une princesse, Lisa Simpson découvre qu’il est plus amusant d’être méchante.

## Fiche technique
VF enregistrée au studio Cinéphase / Audiophase.
Direction Artistique : Christian Dura
Adaptation des dialogues : Christian Dura
Direction Musicale : Olivier Constantin
Adaptation Musicale : Samuel Cohen

## Distribution
- Nancy Cartwright : Bart Simpson, Mickey Mouse et Loki
- Yeardley Smith : Lisa Simpson et Blanche-Neige
- Chris Edgerly : Prince charmant et autres princes Disney
- Dawnn Lewis : Kaa et Ursula
- Tress MacNeille : Cruella d'Enfer, Reine-sorcière et Reine de cœur
- Kevin Michael Richardson : Capitaine Crochet
- Tom Hiddleston : Loki

VF 
Bart : Nathalie Bienaimé
Lisa : Aurélia Bruno (Dialogues) Barbara Tissier (Chant) 
Loki : Alexis Victor 
Cruella D’Enfer : Régine Teyssot 
Ursula : Régine Teyssot 
Capitaine Crochet / Prince de Blanche Neige : Xavier Fagnon 
Choriste : Samuel Cohen
Choriste : Richard Rossignol 
Choriste : Arnaud Léonard